# Bissezeele

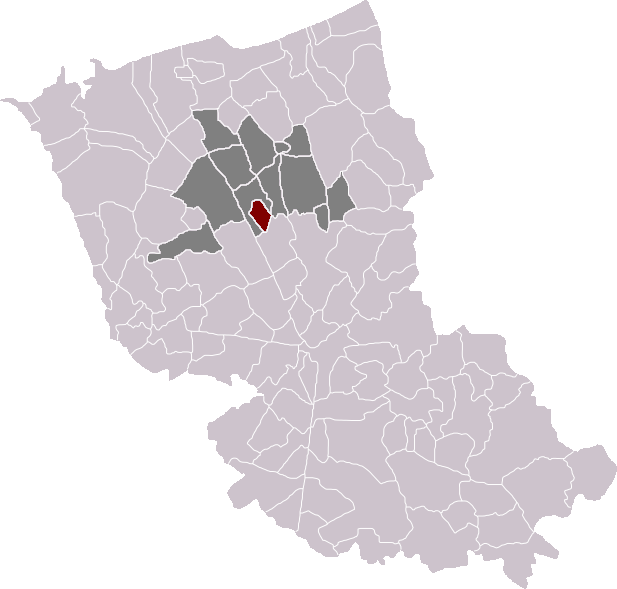
Localització de Bissezeele

Bissezeele  (en neerlandès Bissezele) és un municipi francès, situat a la regió dels Alts de França, al departament del Nord, que forma part de la Westhoek. L'any 2006 tenia 186 habitants.

## Demografia
| 1962                                       | 1968 | 1975 | 1982 | 1990 | 1999 |
| ------------------------------------------ | ---- | ---- | ---- | ---- | ---- |
| 180                                        | 199  | 166  | 161  | 178  | 174  |
| Des de 1962: població sense dobles comptes |      |      |      |      |      |

## Administració
| Període   | Identitat     | Partit |
| --------- | ------------- | ------ |
| 1945-1959 | N. Cieren     |        |
| 1959-1971 | A. Pickaert   |        |
| 1971-     | Alain Taccoen |        |

## Galeria d'imatges

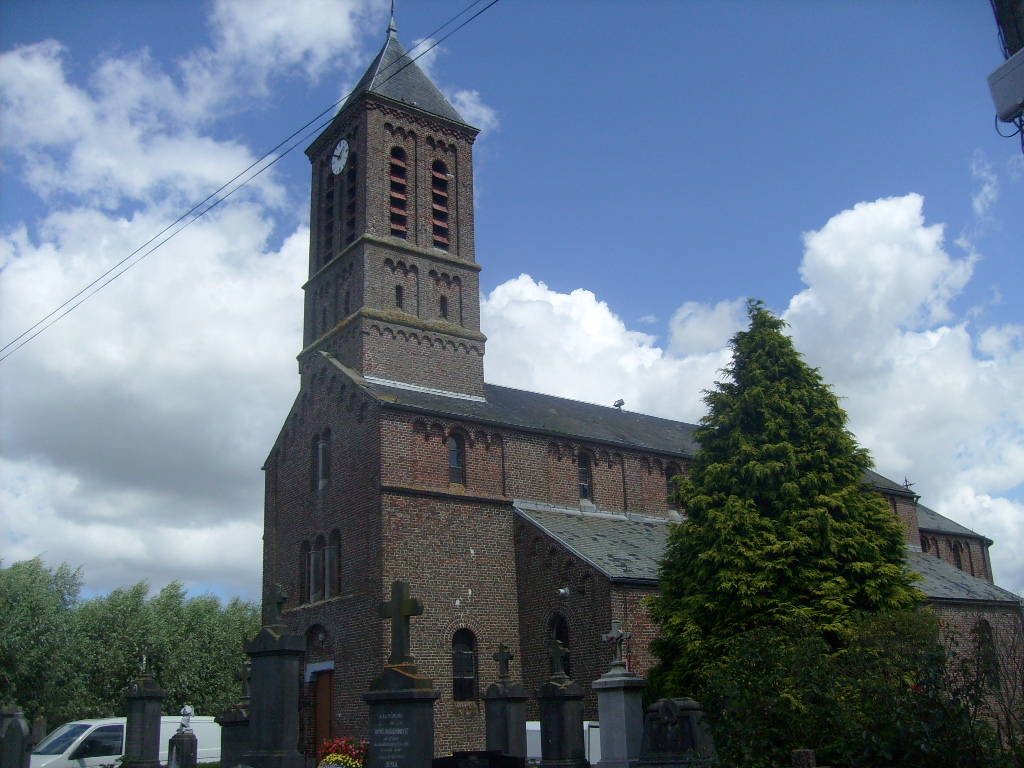
L'església